# Michael Basman
Michael John Basman (* 16. März 1946 in St. Pancras, London; † 26. Oktober 2022 in Carshalton, London) war ein englischer Schachspieler.

## Leben
Michael Basman nahm mit der englischen Nationalmannschaft an der Schacholympiade 1968 in Lugano teil. Er holte am zweiten Reservebrett 6,5 Punkte aus 11 Partien (+5 =3 −3). Michael Basman, dessen Vater aus Armenien kam, lebte Anfang der 1970er Jahre in Jerewan und gewann dort die Stadtmeisterschaft. Er erhielt 1980 von der FIDE den Titel Internationaler Meister verliehen.
1996 rief er den Schulschachwettbewerb UK Chess Challenge ins Leben, an dem bislang über eine Million Kinder und Jugendliche im Alter von fünf bis 18 Jahren teilgenommen haben.
Basman war bekannt für seine unorthodoxe Eröffnungsbehandlung, er spielte oft Varianten wie die St. George-Verteidigung oder Grobs Angriff. Er war Autor einiger Bücher über diese Eröffnungen.
Basman starb am 26. Oktober 2022 im Alter von 76 Jahren in Carshalton, einer Ortschaft im Stadtgebiet von London, an den Folgen von Bauchspeicheldrüsenkrebs.

## Turniererfolge
- Hastings 1966/67: 3./5. Platz
- Britische Meisterschaft Eastbourne 1973: 1./2. Platz mit William Hartston

## Werke
- Play the St. George (1983)
- Chess openings (1987)
- The Batsford chess course (1990)
- The killer Grob (1991)
- Batsford second chess course (1992)
- The new St. George (1993)
- The elephant gambit (1995)
- Chess for Beginners (2001)